# Daniel Djurberg
Se även Daniel Djurberg (geograf) (1744-1834).
Daniel Petri Djurberg Helsingius, född 5 april 1659 i Söderhamn, död 10 april 1736 i Uppsala, var en svensk professor, rektor för Uppsala universitet.

## Biografi
Daniel Djurbergs anfader var bonden och tolvmannen i Norrala, Jonas Månsson, vars son Peder Jönsson Tvärre var borgmästare i Söderhamn och far till Daniel Djurberg. Modern Justina Danielsdotter Berg var dotter till kyrkoherden i Enånger Daniel Andreae Berg och Anna Nerbelius. Daniel Djurberg kallade sig först Bergius efter morfadern, och antog namnet Djurberg först en bit in i vuxen ålder. Namnet kommer från Djurberget i Söderhamn.
Daniel Djurberg gick först i trivialskolorna i Hudiksvall och Gävle, och började vid Gävle gymnasium 1674. Året därpå brann Söderhamn och föräldrarna miste större delen av sina egendomar. Fadern omkom två år senare när hans fartyg strandade i Söderhamnsskären, och modern avled samma år. Djurberg inskrevs vid Uppsala universitet 1677. Studierna där för grekisten Martin Brunnerus och grekisten och hebreisten Laurentius Norrmannus skulle få en genomgripande inflytande på Djurberg. Han var en framstående student, erhöll 1682 ett kungligt stipendium, och avlade en rad examen vid universitetet. Han disputerade första gången 1684 för Julius Micrander, med De adolescentibus, och pro gradu 1685 för Petrus Lagerlöf, med De Skaldis veterum Hyperboreorum, och blev filosofie magister. Han ägnade sig därefter åt teologin och disputerade 1688. Han var då ett så uppmärksammat namn i den akademiska världen att biskopen i Strängnäs, Erik Benzelius den äldre, herdrade honom med ytterligare en opposition på disputationsämnet.
Samma år blev Djurberg en av sex att erhålla ett resestipendium som Karl XI anslagit, och han begav sig på en tre år lång utrikes resa, till Tyskland, Holland, Danmark, och England. I Tyskland understöddes han av pfalzgreven Kristian August som gav honom ett rekommendationsbrev, studerade Talmud, Zohar och hebreisk filologi för rabbiner, däribland Moses Bar Joseph. Han kom också i kontakt med den gryende pietismen genom bekantskap med Philipp Jakob Spener. Han erbjöds att ta doktorsgraden i teologi vid universitetet i Wittenberg, men avböjde eftersom han ansåg sig vara alltför ung "för att gå med sidenkappa". År 1692 var han student vid universitetet i Oxford, där han särskilt studerade arabiska och hebreiska manuskript, samt religiositeten i England.
Efter hemkomsten 1692 förordnades han till teologie adjunkt i Uppsala, och till notarie i domkapitlet. Året därpå utnämndes han på kungens önskan till kyrkoherde i Hagby och Ramsta, och prästvigdes 1694. År 1698 blev han teologie professor, 1705 teologie doktor och 1725 domprost i Uppsala och primarie theologie professor (den högsta professuren av de tre som fanns). Han var universitetets rektor vårterminerna åren 1702, 1706, 1716 och 1725.
Djurbergs påverkan av pietismen var omtalad, men han lyckades undgå att bli kallad pietist och därmed utdömd som kättare. Hans religiösa ideal var den kristna handlingen och askes, dock utan att ifrågasätta den lutherska dogmen om tron allena. Därför kom han att kämpa mot brännvinsdrickandet, som han också framförde ekonomiska skäl emot (brännvinsproduktionen förbrukade säd som därför måste importeras). Han blev också genom sin pietistiska påverkan en röst för pedagogiska reformer, och framställde förslag till riksdagen om allmänna folkskolor i varje församling i Sverige. Vidare krävde han större kyrkotukt och prövningar av dem som ville ta nattvarden. Han ivrade för mission, i första rummet samers och judars omvändelse. Dessutom var Djurberg framstående i ekonomi, och verkade för industriernas förbättrande i Norrland.
Han avled 1736, och begravdes i Uppsala domkyrka där ärkebiskop Johannes Steuchius höll hans likpredikan. Djurberg utgav åtskilliga akademiska disputationer samt efterlämnade otryckta arbeten i teologi och filologi, och på Skokloster finns Helsinga illustrata. Djurbergsgatan i Söderhamn är uppkallad efter honom. 
Djurberg var gift med Margaretha Theel som var dotter till handelsmannen i Söderhamn Hans Theel, sannolikt systerson till Daniel Behm i släkten Behm, och Birgitta Gadd. Hon överlevde sin make med trettio år. Paret fick ett flertal barn, och när Margaretha avled hade hon sett 87 avkomlingar. Äldsta dottern Ulrika gifte sig med biskop Engelbert Halenius och blev stammoder till adelsätten Hallencreutz, dottern Beata, gift Simming, blev stammoder till adelsätten Paijkull nr 1978 och till friherrliga ätten von Paijkull, dottern Brita gifte sig med prosten Erik Halenius av släkten Halenius, dottern Justina blev mor till den adlade Daniel Melanderhjelm, sonen Johan Djurberg var assessor, och sonen Per Djurberg var eloquentiae lektor vid Gävle gymnasium, och i sin tur far till geografen Daniel Djurberg (1744-1834).